# Szentliszló
Szentliszló [sent-lisló] (chorvatsky Senislov) je obec v Maďarsku v župě Zala, spadající pod okres Letenye. Nachází se v Zalské pahorkatině, asi 22 km severovýchodně od Letenye, 27 km severozápadně od města Nagykanizsa, 29 km jihozápadně od Zalaegerszegu a asi 239 km jihozápadně od Budapešti. V roce 2015 zde žilo 266 obyvatel, z nichž většinu tvoří Maďaři.
V obci se nachází křižovatka vedlejších silnic 7534 (z obce Bucsuta) a 7536 (z obcí Pusztamagyaród a Bánokszentgyörgy). Obec byla pojmenována podle svatého Stanislava (maďarsky szent Szaniszló), kterému je zde zasvěcen kostel.

## Historie
První zmínka o obci pochází z roku 1336, kde byla zmíněna pod názvem Scenthwynchlou. V 16. století byla vesnice vypleněna během tureckých útoků. V roce 1720 žilo v Szentliszló několik šlechtických rodin. Při sčítání lidu v roce 1778 zde žilo 209 obyvatel, v roce 1803 již 293 obyvatel a v roce 1910 zde žilo 597 obyvatel.

## Sousední obce
| Růžice kompasu |                  | Pusztamagyaród |         | Růžice kompasu |
| Růžice kompasu | Sever            |                |         | Růžice kompasu |
| Růžice kompasu | Szentliszló      |                |         | Růžice kompasu |
| Růžice kompasu | Jih              |                |         | Růžice kompasu |
| Růžice kompasu | Bánokszentgyörgy |                | Bucsuta | Růžice kompasu |